# Horní Jílovky
Horní Jílovky je název mělkého lesního rybníka nalézajícího se asi 3 km severozápadně od města Lázně Bohdaneč u silnice I/36 vedoucí do Chlumce nad Cidlinou. Tato silnice je vedena po koruně rybniční hráze.
Rybník je v současnosti využíván pro chov rybího plůdku. Spolu s přilehlými rybníky Dolní Jílovky, Tichý rybník, Rozhrna a Skříň tvoří významnou ornitologickou oblast vodního ptactva.

## Galerie

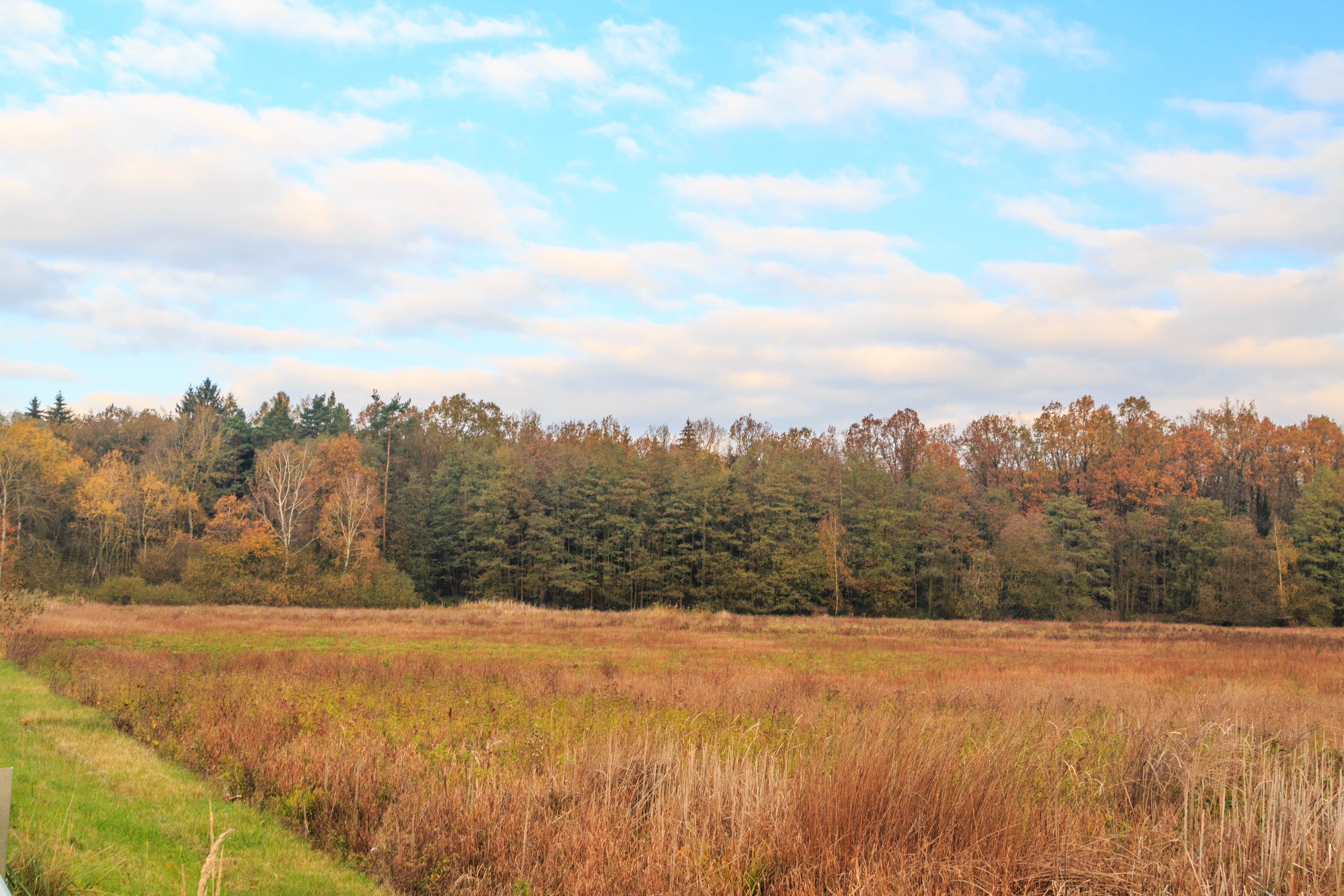
Rybník Horní Jílovka
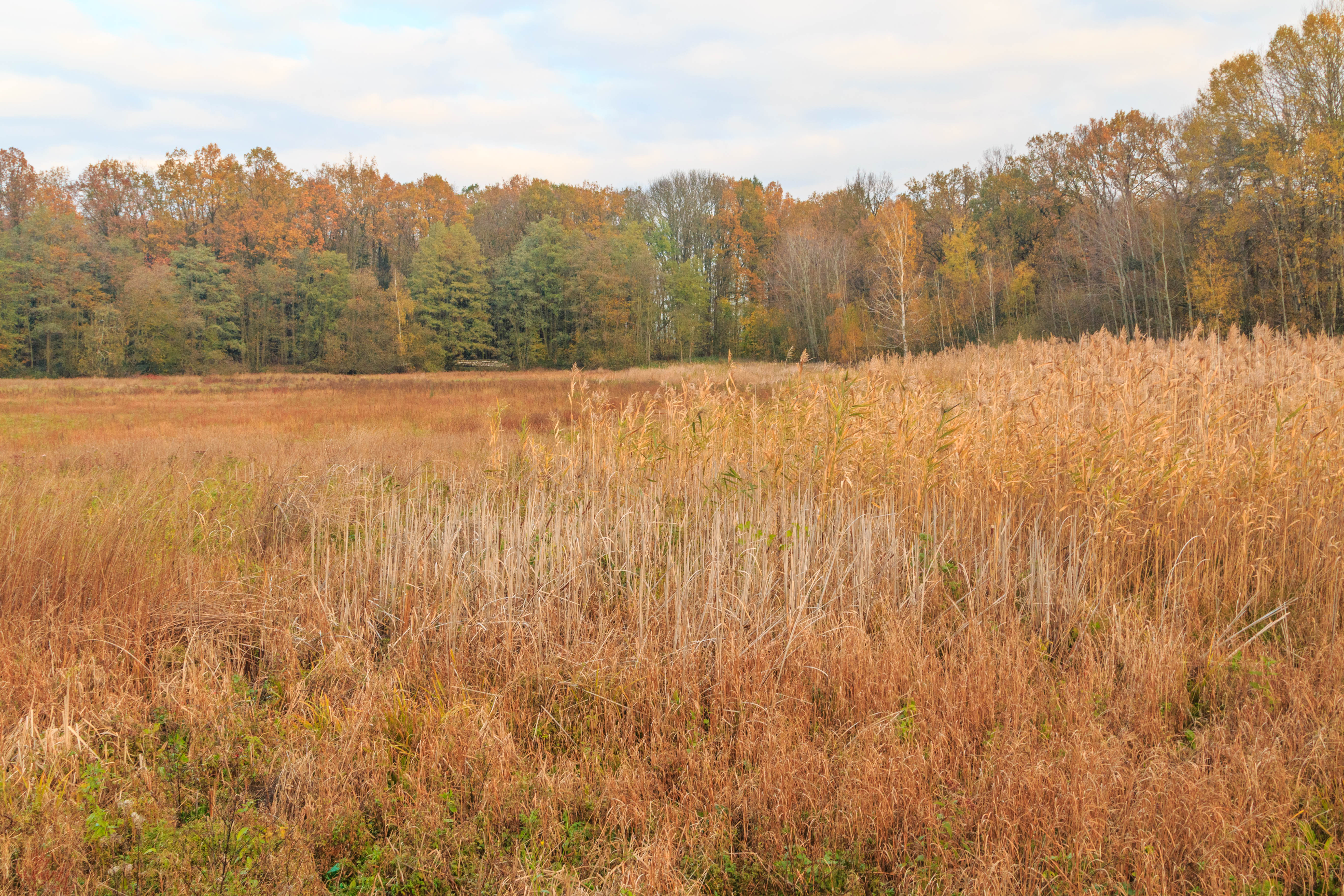
Rybník Horní Jílovka
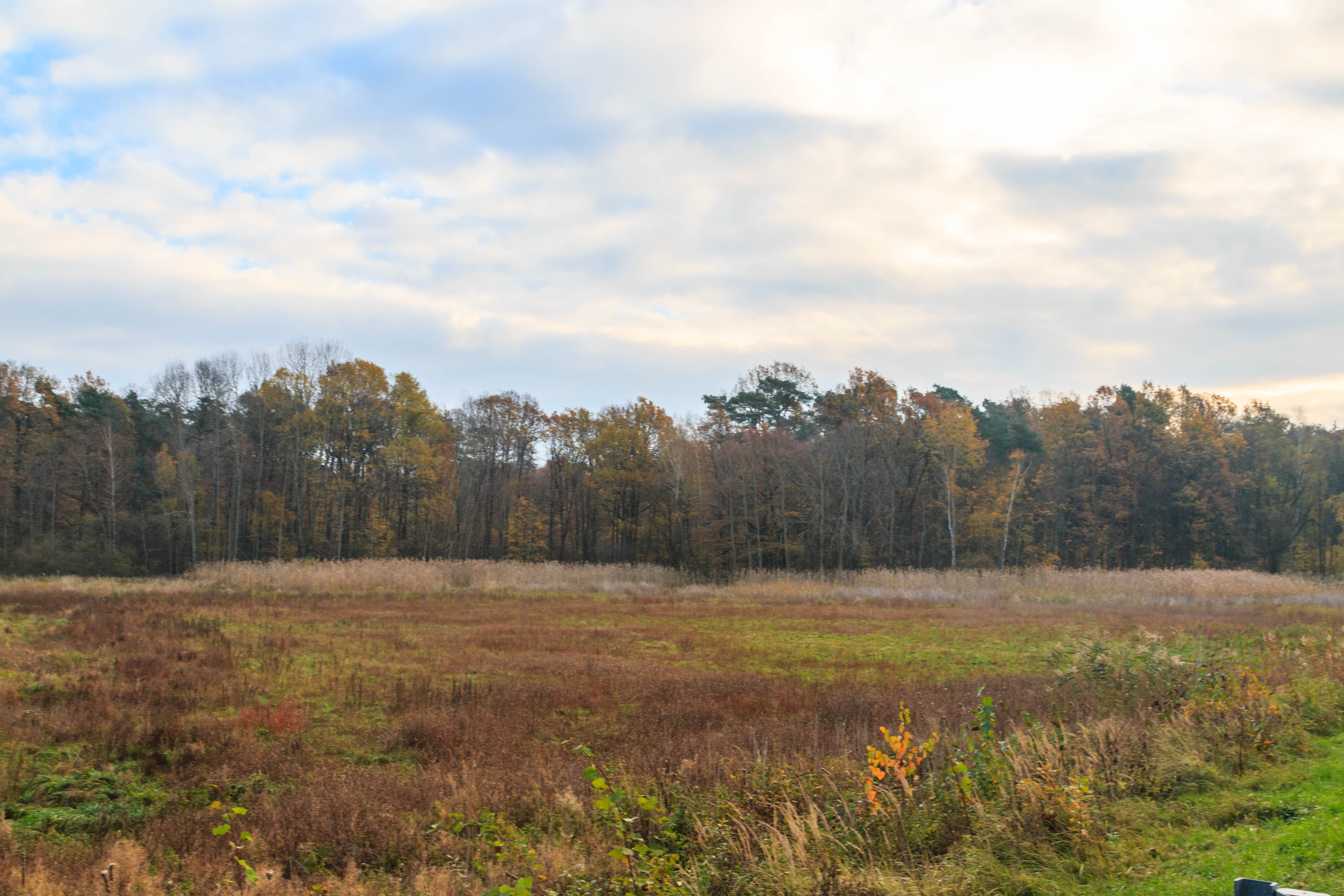
Rybník Horní Jílovka
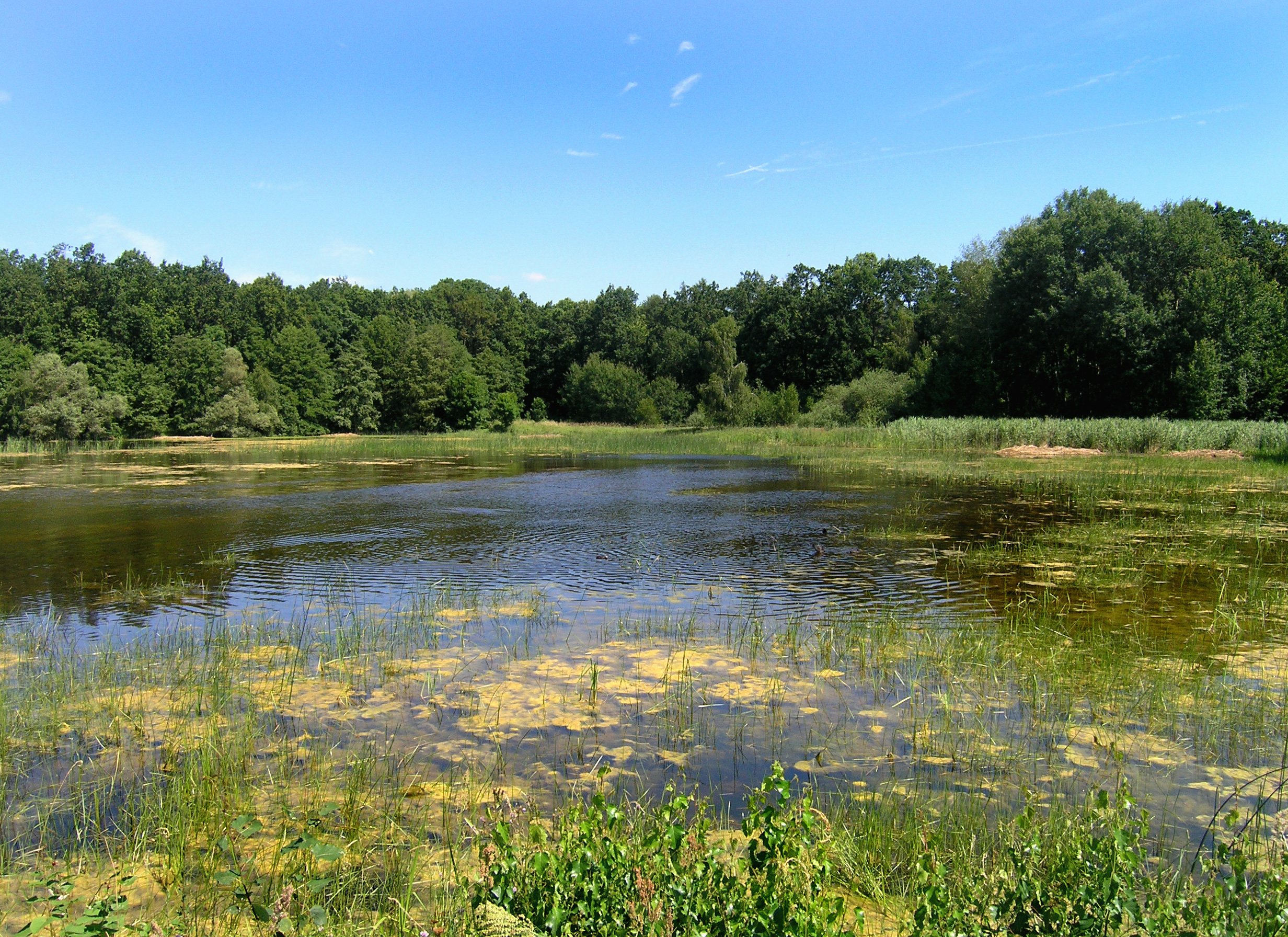
Rybník Horní Jílovka